# 桶川ストーカー殺人事件

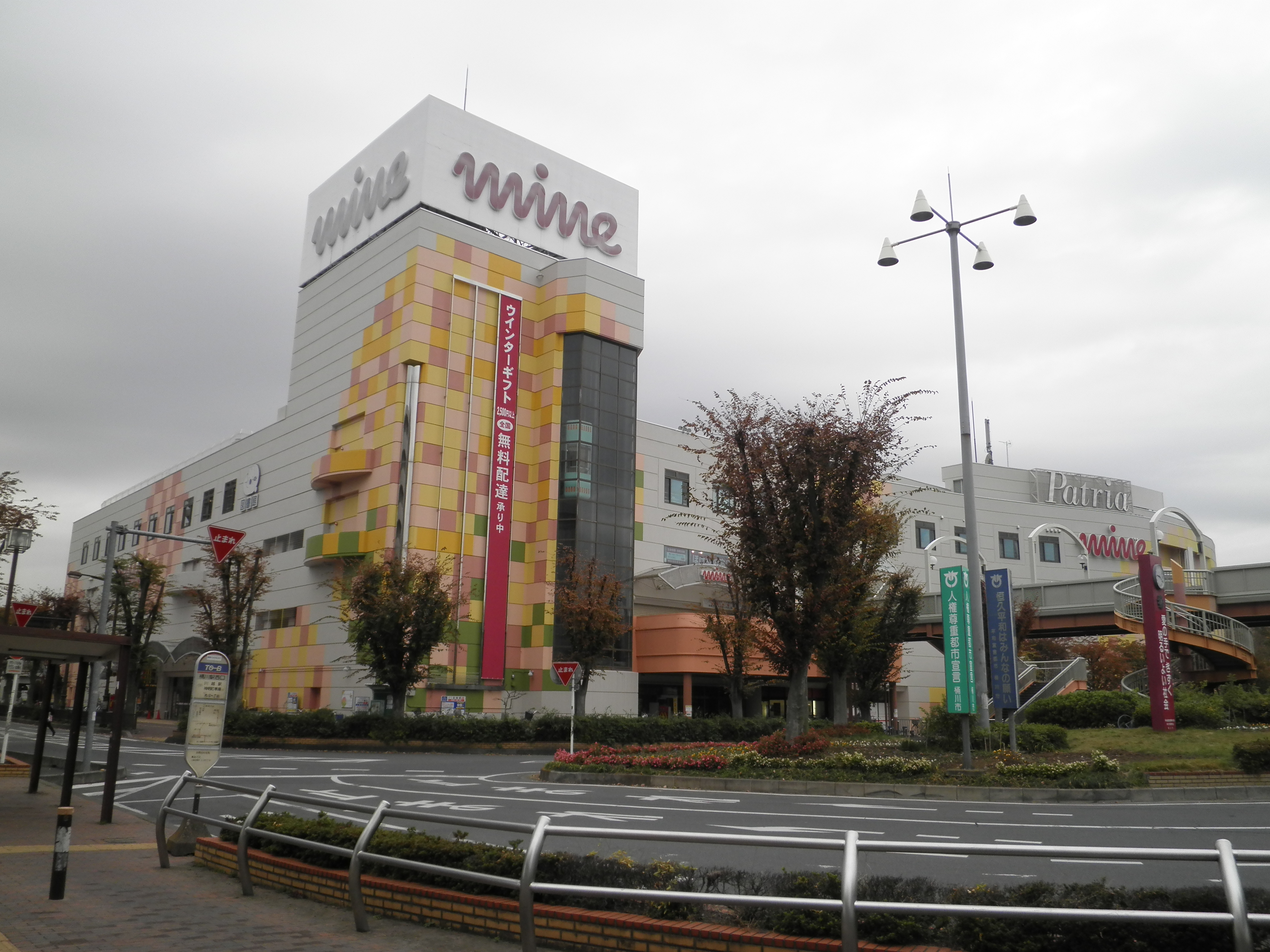
被害者が殺害された桶川マイン周辺。

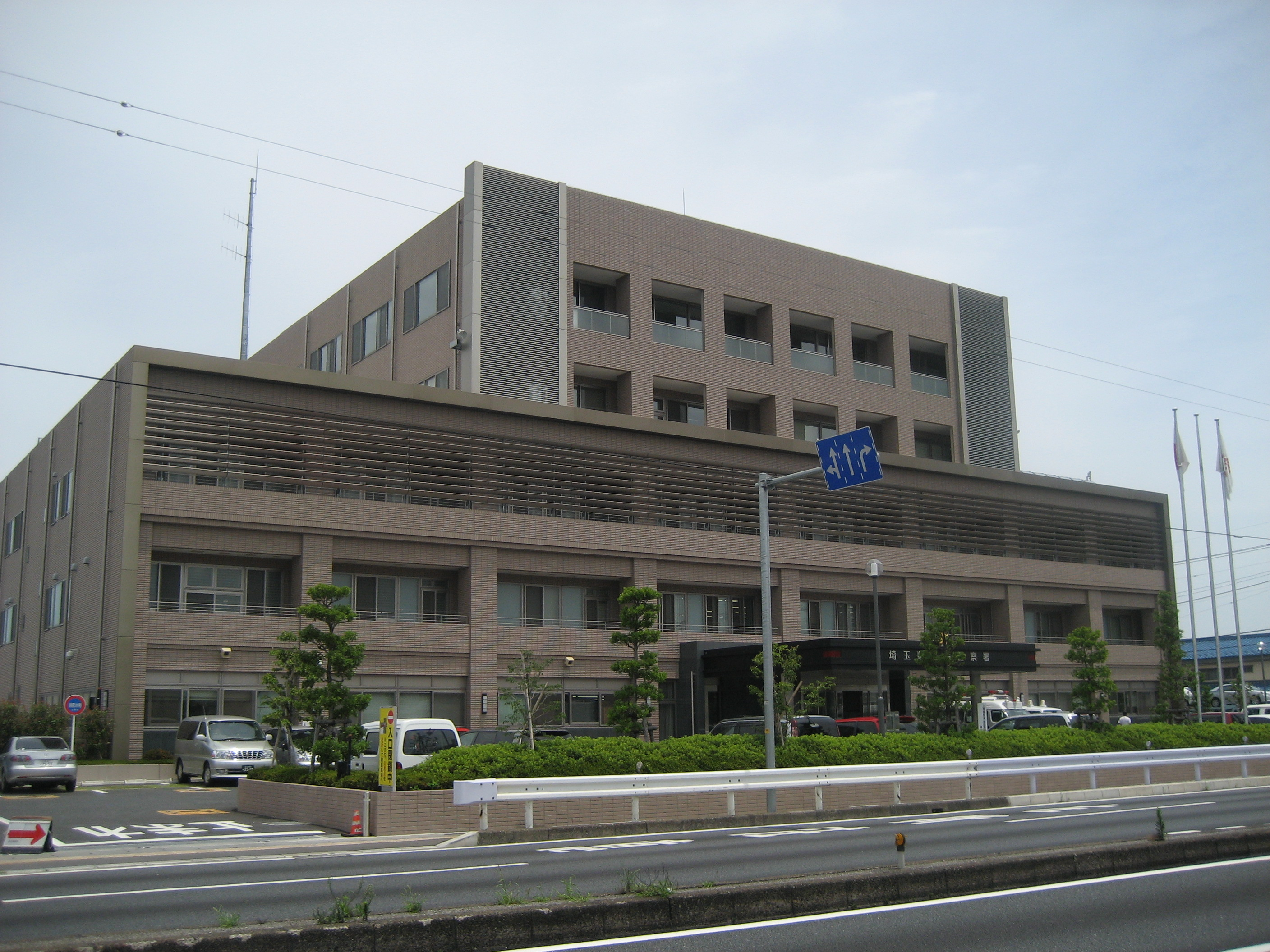
被害者がストーカー被害を申告していた上尾警察署（事件後に建て替えられた）。事件当時の上尾警察署

桶川ストーカー殺人事件（おけがわストーカーさつじんじけん）は、女子大学生が元交際相手の男を中心とする犯人グループから嫌がらせ行為を受け続けた末、1999年（平成11年）10月26日に埼玉県桶川市の東日本旅客鉄道（JR東日本）高崎線桶川駅前で殺害された事件。警察捜査上の名称はJR桶川駅西口女子大生路上殺人事件。桶川事件とも呼ばれる。本件の発生が契機となり、2000年に「ストーカー規制法」が制定された。
写真週刊誌『FOCUS』および報道テレビ番組『ザ・スクープ』が行った調査報道により、所轄の埼玉県警上尾署が被害者と家族からの被害相談を極めてずさんに扱っていたことが明らかとなり、警察不祥事としても注目され、警察から3人の懲戒免職者を含む15人の処分者を出した。また一方では、被害者と遺族への報道被害が起こった事件として、報道のあり方についての参考例としても取り上げられる。
事件の発端をつくった被害者の元交際相手は2000年1月に自殺、被害者殺害に直接的に関与した4人にはそれぞれ無期懲役から懲役15年の判決が下され、2006年に全員の刑が確定。また、本件に関わる別事案で起訴された元上尾署員の3人に執行猶予付きの有罪判決が下された。さらに被害者遺族は埼玉県（埼玉県警）を相手取り国家賠償請求訴訟を起こし、警察の捜査怠慢については賠償責任が認められたが、遺族が求めた捜査怠慢と殺害の関連認定については退ける判決が2006年に確定した。

## 事件の経緯

### Aと被害者の交際
1999年1月6日に被害者が友人と二人で遊びに来ていた埼玉県大宮市（現・さいたま市）にあるJR大宮駅東口・大宮南銀座のゲームセンターにおいて加害者容疑の男（以下、A）と知り合い、やがて交際が始まった。Aは被害者に対し偽名で「誠」を名乗っていたうえ、年齢を3歳若く詐称し、職業も外国車のディーラーと偽り接近したが、その実体は、東京都および埼玉県において無許可でファッションヘルス形態の風俗店を6～7店舗経営する裏社会の実業家であった。
当初のAと被害者は、週に一度食事やドライブに出かける程度の交際をしていたが、そのなかでAは被害者にブランド品の衣類などを頻繁に贈るようになり、そのことに違和感を抱いた被害者がある日受け取りを断ろうとすると、Aは逆上したという。これ以外にもAは情緒不安定な面をしばしば露わにし、被害者は交際に不安を抱きはじめる。またこの頃、車のダッシュボードの中からAの本名が記されたクレジットカードを発見。またある日にAから病院に呼び出されると、病室に暴力団員風の男がおり、そのなかでAは「ミニパトにわざとぶつかってやった」などと自慢気に話した。こうした出来事から被害者はAの身元にも不審の念を抱いていた。
Aが被害者への態度を決定的に変えたのは、3月20日ごろのこと。Aのマンションを訪れていた被害者が室内にビデオカメラが仕掛けられているのを発見、これを問いただすとAは逆上して被害者を隣室の壁際に追い込み、顔面至近の壁を殴りつけながら「俺に逆らうのか。なら今までプレゼントした洋服代として100万円払え。払えないならソープに行って働いて金を作れ。今からお前の親の所に行くぞ。俺との付き合いのことを全部ばらすぞ」などと怒鳴りつけた。この出来事を経て被害者は「交際を断れば殺されるかもしれない」という恐怖心を抱くようになった。また、これ以降Aは携帯電話で被害者に頻繁に連絡を取ることにより、その行動を束縛し始める。
3月30日、被害者は家族と友人に宛てた遺書をしたためたうえで、Aに対して別れ話を切り出す。するとAは被害者の家族に危害を及ぼすことをほのめかしながら、交際の継続を強要した。実際にAは興信所に依頼して被害者の父親の勤務先や友人の情報を入手しており、このときも被害者が伝えていないはずの父親の情報を開陳していた。被害者は家族に心配をかけることを避けるため、友人にのみ相談しながらAとの交際を続けていくことになった。しかし友人のもとにもAの関係者とみられる人物からの不審な電話が掛かるようになり、友人もAを恐れるようになっていったという。4月21日には、Aは被害者に自ら携帯電話を破壊するよう命じた。その後も被害者が別れ話を切り出すたびにAは家族に累を及ぼすと脅迫し、また被害者の生命を奪うことを示唆するような言葉を向けた。被害者は友人に対し幾度となく「刺されるかもしれない」などと話すようになる。

### 嫌がらせ行為の激化と警察の対応
心身ともに疲弊していた被害者は、6月14日、Aに対して決定的な訣別を告げる。帰宅の最中に被害者は母親に電話を掛け、初めてAとのトラブルが起きていることを伝えた。同日午後8時ごろ、Aとその兄（以下、B）、さらにもう一人を加えた3人が被害者宅を訪れ、居宅中の被害者と母親に対し「Aが会社の金を500万円横領した。お宅の娘に物を買って貢いだ。精神的におかしくされた。娘も同罪だ。誠意を示せ」などと1時間以上にわたり迫り続けた。その最中に父親が帰宅、しばし押し問答があったのち、3人は帰っていった。
その後、被害者は両親に経緯を話し、翌日に家族は上尾署に被害を申告した。署では被害者からの事情聴取に加え、被害者が録音していたAらとのやりとりの内容も確認されたが、応対した署員は「これは事件か民事の問題か、ぎりぎりのところだね」「3ヶ月ほどじゃ相手の男も一番燃え上がっているところだよね」などと述べ、脅迫・恐喝とは認められないとの判断を伝えた。これに対し、被害者と母は現実に危害が加えられる可能性を訴えて捜査を求めたが、署員は「民事のことに首を突っ込むと、後から何を言われるか分からないんでこちらも困るんですよ。また何かあったら来てください」と要求を退けたとされる。ただし警察側は後の国家賠償請求裁判において「相手の男も……」という件と「民事のことに……」という件の言葉については事実を争う姿勢を示した。また、6月21日には被害者がAから受け取ったプレゼントをすべてAへ返送し、同日父親が上尾署を訪れ、名刺と共に「荷物は送り返しました。これからもよろしくお願いします」と挨拶をした。しかし、後に警察はこの時父親は「無事終わり、ひと安心です。こんなもので悪いのですが」と言いながら菓子折を差し出したと主張し、父親はそうした事実は一切なかったと否定している。
のちに殺害についての刑事裁判で明らかになったところによれば、Aが被害者殺害を計画し始めたのはプレゼント返送の翌日からであった。被害者の身辺ではAからの無言電話や自宅近辺の徘徊といった嫌がらせ行為が続き、やがてその内容は過激化していった。7月13日未明には、被害者の顔写真が入った誹謗中傷ビラが被害者宅近辺の住宅、被害者の通学先、父親の勤務先敷地内などに数百枚ばらまかれた。近所の住人の証言によると、ビラ撒きの実行犯はチーマー風の若い男2人とみられている。被害者は状況確認もかねて通常どおり大学へ向かい、翌朝にも日課である犬の散歩を普段どおりに行った。このとき「人に顔を見られる」と止める母親に対し、被害者は「私は何も悪いことはしてない」と話したという。
母親はビラが撒かれた当日に上尾署を訪れて被害を訴え、同日昼に署員2人による実況見分が行われた。2日後の7月15日、被害者と母親はふたたび上尾署を訪れ、無言電話や付近の徘徊といった被害に加え、殺害も示唆されていると訴えてAの逮捕を求めた。応対した刑事二課長（以下、二課長）は「警察は告訴がなければ捜査できない」「嫁入り前の娘さんだし、裁判になればいろいろなことを聞かれて、辛い目に遭うことがいっぱいありますよ」「告訴は試験が終わってからでもいいんじゃないですか」などと難色を示した。これに対して被害者は覚悟があることを明言した上で「今日告訴しますからお願いします」「なぜ延ばすんですか」と告訴の意を強く示したが、二課長は試験終了後に再訪するよう促し、同日中の告訴はならなかった。
7月20日ごろには「大人の男性募集中」という文言と被害者の氏名、顔写真、電話番号が書かれたカードが高島平団地の郵便受けに大量に投函され、これを見た者たちからの複数の電話が被害者のもとに掛かってきた。22日、試験期間が明けた被害者と母親は告訴のため上尾署を訪れたが、応対した二課長は担当者不在を理由として1週間後の再来を促した。29日になって告訴状は受理されたが、一連の名誉毀損行為の犯人については「誰がこのようなことをしたのかわかりません」と記載された。
8月23日には被害者及び被害者の父親を中傷する内容の文書数百枚が、父親の勤務先とその親会社に届く。父親は同日に上尾署を訪れたが担当者の不在を理由に帰され、さらに翌日改めて署を訪れると、応対した二課長は中傷文書をみて「これはいい紙を使っていますね。封筒にひとつずつ切手が貼ってあり費用が掛かっていますね。何人かでやったようです」などと述べた。父親はAの逮捕を急ぐように要求したが、二課長は「それはケースバイケースです。こういうのはじっくり捜査します。警察は忙しいんです」と取り合わなかった。いま一人応対した課員（以下、課員a）は被害者への名誉毀損事件についての書類を整理し、二課長への決裁に上げていたが、二課長はその書類をいったん自身の机に保管し、30日になって上司である刑事・生活安全次長（以下、次長）の決裁を仰いだ。次長はその書類を二課長の机に放り投げ、被害者家族がAからの被害を再三訴えていたにもかかわらず「犯人が特定されていないのだから、何も告訴状をとらなくても被害届で捜査すればよかったんじゃないのか」などと述べた。
このやりとりがあってから2、3日後、次長の意を受けた二課長は被害者から被害届を取り、告訴を取り下げさせるよう課員aに指示した。被害届であれば県警本部への報告義務がなく、事件を迅速に処理する必要もなかったからである。課員aは9月7日に被害者宅を訪れて被害届を受け取り、さらに21日に再訪して告訴の取り下げを求めた。被害者の母親がこれを断ると、課員aは刑事訴訟法の規定で一度告訴を取り下げると再告訴はできなくなるにもかかわらず、それが可能であるように話し母親の説得を試みた。しかし母親の意志は固く、逆に「捜査はしてくれないんですか」などと強い調子で問われ、課員aは引き下がった。警察から告訴取り下げ依頼があったことを知った被害者は、友人に対し「私、本当に殺される。やっぱりAが手を回したんだ。警察はもう頼りにならない。結局なにもしてくれなかった。もうおしまいだ」などと話し、以後急速に落ち込んでいったという。なお、事件発生後にこの件について問い合わせを受けた県警幹部は「調べてみたが、そんな刑事はうちにはいない。記録も報告もない。そんなことを言うはずもない」と事実を否定し、別の捜査関係者は「偽者だ。おそらく芝居を打って告訴を取り下げさせようとしたのだろう」などと述べていた。このため、この件が報道された当初は、犯行グループが用意した「偽刑事」による芝居だとされていた。
10月16日午前2時ごろ、被害者宅前に大音響で音楽を鳴らした車が2台現れる。両親はすぐに屋外に出て車とそのナンバーを撮影し、警察に通報したが、不審車を捕らえることはできなかった。これが被害者が殺害前に受けた最後の被害となる。

### 犯行グループの動きと被害者の殺害
被害者がAからのプレゼントを返送した6月22日、Aの指示を受けたBが、風俗店店長で元暴力団員の男（以下、C）ほか1人に対し、2000万円という報酬を提示して被害者の殺害を依頼し、Cはこれに応じた。7月5日、Aは殺害の実行費用として2000万円をBに預けたうえでアリバイ作りのため沖縄県那覇市に飛んだ。この金のうち200万円は、7月13日に撒かれた中傷ビラ作成の費用として使われた。Aは沖縄において、同所で営業するテレホンクラブを閉店に追い込むために間断なく電話を掛けるという妨害活動を、2日間の一時帰京をはさんで10月24日まで行っていた。一方、殺害指示を受けたグループは10月18日に被害者の拉致を計画したが、このときは犯行に及ばなかった。10月25日、殺害実行犯となる3人と風俗店店員1人が犯行現場を下見する。
10月26日午前8時ごろ、殺害実行役のC、Cの輸送役のD、見張り役のEは池袋に集合したのち、2台の車に分乗して午前9時ごろに桶川市へ到着した。Eから被害者が近づいているとの連絡を受けてC、Dは桶川駅へ移動し、駅近くのデパート周辺でCが車から降りた。このときDは「太ももを切りつけてくれ」「大ごとにならないよう太ももを狙ってくれ」と声をかけたが、Cは「お約束できません」と応じたとされる。そして午後0時53分ごろ、桶川駅西口前の商業施設「マイン」前の路上において、大学へ向かうため駅前に自転車を停めた被害者は、右背部をCにナイフで突き刺され、更に振り返ったところで左前胸部を刺された。被害者は悲鳴をあげて倒れ、Cはその場から逃走した。このとき目撃者から「ひったくり」と声が上がり、付近で店を経営する男性がCを追ったが、捕らえることはできなかった。その後被害者は上尾中央総合病院へ搬送されたが、午後1時30分に死亡が確認された。死因は肺損傷に基づく大量出血によるショック死で、死亡推定時刻は事件が発生した午後0時50分とされた。
居宅中であった母親に警察から事件発生の連絡が入れられたのは、発生から間もない時刻であった。母親は警察から桶川駅へ来るよう指示され、事件現場を確認。のち警察車両のワンボックスカーの中で30分ほど待たされた。次いで上尾署へ移動し、事情聴取を受けた。この間、被害者の安否を尋ねる母親に刑事は「危険な状態だが、頑張っている」と伝えていた。母親に被害者が「いま亡くなった」と伝えられたのは午後3時ごろのことで、その直後に母親が被害者の遺体を確認、さらに母親から父親へ携帯電話を通じて被害者殺害の事実が伝えられた。のちに母親は裁判における意見陳述で「娘が亡くなったのは午後1時30分ごろだと後で聞いた。なぜ警察は病院に行くよう言ってくれなかったのか」とその対応を批判している。
一方、殺害実行犯も混乱状態に陥っていた。事件発生直後、EはDへの電話口で「大変だ、本当にやった」などと話し、またCは事前に示し合わせた集合場所に辿り着くこともできず、車に拾われた後は「刺しました。2回刺しました。なんで、俺は、何やってんだ」「（被害者は）大丈夫かな、もしかして、だめなんじゃないか」などと口走り、非常に狼狽していたという。同日午後5時ごろ、3人はBと赤羽のカラオケ店で落ち合い、Bは3人に逃亡を指示。Aから託されていた金の残り1800万円のうち、Cに1000万円、D、Eに400万円ずつが報酬として渡された。またBは、遅れてやってきた中古車販売業の男Fに、事件に使用された車両2台の処分も指示した。Bは全体としてCに対して非難めいた態度で接し、帰路の車中では二人きりになったFに「本当に馬鹿だね、あいつは」と漏らしたとされる。
また事件当日、BとAは計13回携帯電話でのやりとりを行った。沖縄でAと一緒にいた者の証言では、Aの様子に特に変わったところはなかったという。その一方で事件の翌日にはAが池袋の生命保険会社に電話したという記録が残されている。

### 犯行グループ逮捕とAの自殺
犯行グループで最初に逮捕されたのは実行犯のCで、12月19日のことであった。さらに翌20日はB、D、Eがいずれも殺人容疑で逮捕され、4人は翌2000年1月6日に起訴された。同16日には新たに8人が名誉毀損容疑で逮捕され、先に逮捕されていた4人も同容疑で再逮捕された。Aは同日に名誉毀損容疑で全国に指名手配された。
Bの弁護人によれば、逮捕されたBは事情聴取においてAが北海道にいると供述し、さらにAに「死に癖がある」ことや異常な人間性を繰り返し伝えていたが、捜査員は「死ぬ死ぬといって死んだためしはない。お前が弟を狂人にしているだけ」と取り合わなかったとされる。そして2000年1月27日、Aは北海道の屈斜路湖において水死体となって発見され、警察により自殺と断定された。Aが残した2通の遺書（1通は実家へ郵送、1通は遺品のバッグから発見）には、いずれも被害者と家族、マスコミへの怨嗟の言葉が並べ立てられ、自身の冤罪を主張する一方で、自身の家族には事前に自らにかけていた生命保険金を老後資金として役立てて欲しい、との言葉が綴られていた。Aの名誉毀損容疑については、2月23日に被疑者死亡のまま起訴猶予処分（不起訴処分）となり、Aが責任を問われることはなくなった。

## 報道

### 被害者・遺族への報道被害
事件発生後、遺族の元にはマスコミ各社の人員が大挙して訪れ「集中豪雨型取材」といわれる取材過熱現象が起こった。遺族宅周辺はマスコミに包囲され出入りもままならないほどになり、遺族が姿を現すとコメントを取ろうとする記者から次々にマイクが差し出され、玄関の扉越しにコメントを求める声は深夜1時過ぎまで続くこともあった。また、被害者の葬儀においては、葬儀社に「被害者の父親から許可を得た」と虚偽の申告を行い、葬儀場の祭壇を撮影しようとしたテレビ局も存在した。遺族は「放送と人権等権利に関する委員会機構（BRO）」に窮状を訴え、これを受けたBROはマスコミに向けて要望書を出したが状況は変わらず、やむなく代理人の弁護士が取材活動についての自制を求め、場合によっては法的措置をとることを通達すると、これを境に遺族への取材は急速に止んだ。
事件発生からしばらくは犯人についての情報が乏しかったことから、マスコミの注目は被害者の私生活へと向けられた。そして週刊誌を中心として、被害者について「ブランド狂いだった」「風俗店に勤務していた」といった情報が次々と報道された。しかしこうした情報は正確性を欠いたものであった。
まず「ブランド品の所持」が注目されたことについては、その前置きとなる出来事があった。警察が事件の第一報を発表する際に、被害者の所持品に「グッチの腕時計」「プラダのリュックサック」があると発表していたのである。しかし警察発表で被害者の所持品についてブランド名まで伝えるということは普通ではありえず、これは警察が自らの怠慢捜査に注目が向かないよう「放蕩した女性が事件に巻き込まれた」という印象を与えようと、意図的にそうした情報を公開したという見方がある。のちに事件の調査報道に奔走することになる『FOCUS』記者の清水潔（後述）も、自身も含めて「今時の女子大生、別に特に変わった服装ではなかったが、現場にいた新聞記者、中年の記者とかその辺りの人物からすると、これはもう遊んでいる女の子だなというようなところがスタートになっているような気がした」と述懐し、また著書の中では、そうしたブランド名が事件報道の中で「今時の、遊び好きの、派手目の女の子を表すための記号」になったと指摘している。
友人の証言では、被害者は「安い物をうまくとりいれる」ファッションセンスの持ち主であり、ブランド志向とは逆に、気に入った物が数百円など望外に安かったことを喜ぶような傾向もあったという。ブランド品も所持してはいたが、発表にあったような小物類のみであった。警察発表にもあったグッチの腕時計を実見した清水は「相当に使い込まれ、銀色の本体もベルトも、無数に細かい傷が付いていた」「なんということもない、鈍い輝きを放っているだけだった。二十代の女性がよく腕に巻いているような、それほど高価でもなく、おそらくは大事に、長い期間、使い込まれた時計」だったとしている。
一部には「性風俗嬢」とまで報道されていた「風俗店勤務」という点は、殺害される1年ほど前に、スナックにアルバイト勤務に入った友人から「ひとりでは心細い」と頼み込まれ、一緒に勤務したことがそのように解釈されていた。このとき被害者は「自分はお酒を飲んだ人の相手はできない」として、2週間ほどで給料も受け取らず辞めていた。一緒の勤務を頼んだ友人は後に報道被害の様相をみて「被害者の家族にも、本当に申し訳ないことをした」と述べている。
また、テレビのワイドショーにおいても、コメンテーターによる根拠不明な憶測や、事件の全貌が明らかになってから振り返ればまったく見当外れな意見が様々な番組で流され、それらはあとで訂正されることもなく「言いっぱなし」の状態となった。ジャーナリストの佐野眞一は、多くのマスメディアによる報道姿勢を次のように批判した。
後述する報道番組『ザ・スクープ』による本事件の特集第5回放送では、報道被害の検証に加え、被害者の親族や友人、関係先からの証言を集め、その実像を伝えることによる名誉回復が図られた。最後のVTRを見終えたメインキャスターの鳥越俊太郎は涙ぐみ、サブキャスター・長野智子との次のようなやりとりで番組を結んだ。

### FOCUSおよびザ・スクープによる調査報道

#### FOCUSの犯人追跡報道
ワイドショーや週刊誌が被害者の私生活を論う方向へ傾いた一方、違った切り口から事件を報じ続けたのが写真週刊誌『FOCUS』であった。本事件の担当記者であった 清水潔 は、事件の犯人像を取材する中で被害者の友人から証言を得ることに成功し、被害者がAとそのグループから受けた苛烈なストーカー被害の実態と、被害を訴えられた警察が不誠実な対応に終始していたことを知った。事件後最初に発売された『FOCUS』には「ストーカーに狙われた美人女子大生の『遺言』」「親友に託した犯人名」という題のもと、証言を元にしてAの存在と被害者が受けたストーカー被害の実態を掲載。さらに第2回記事では独自調査に基づき「『裏風俗、当り屋、偽刑事』女子大生刺殺事件キーマンの顔」としてAの実像を特集した。
さらに清水は嫌がらせ行為の実行グループがAの風俗店関係者と掴んだことから、被害者を殺害した実行犯も同類だったのではないかと推理し、独自にその割り出しを進めると、すぐに刺殺犯Cの存在が浮かび上がった。12月6日にはCとDの姿を撮影することに成功、清水は記者クラブに加盟していた協力者を通じてその写真を警察に提供し、12月19日にはCの身柄が警察により確保された。逮捕の正式発表は20日になってからで、発表前に校了を終えていた、翌21日発売の『FOCUS』新年号に掲載された「桶川『美人女子大生刺殺』本誌が掴んだ実行犯全記録 追い詰められたストーカー男」という特集は、他のマスコミを完全に出し抜いたスクープ記事となった。さらに殺人に関わったD、E、Bも相次いで逮捕され、年明けにはこれらの人物についての特集が『FOCUS』に掲載された。
取材活動の過程で清水は、被害者を貶めるマスコミへの不信感から取材を拒むようになっていた両親との接触にも成功していた。そこで『FOCUS』が犯行グループの一味とみて「偽刑事」と見出しを打った、被害者へ告訴取り下げを求めてきた男が本物の上尾署員であったことを知り、この証言はメディアの追及が警察捜査の内容へ移ったときに活かされることになった。清水を両親に引き合わせたのは、清水が先に取材した被害者の友人女性であり、女性は取材を通じて清水が信頼できる人物であると感じ、両親に「会ってみたらどうか」と推薦した。のちに両親が捜査本部の刑事に対し「なぜ週刊誌の方が先に犯人に辿り着けたのか。警察はちゃんと捜査をしていたのですか」と詰問すると、これに対して刑事は「あいつらはやり方が汚いんです。金ですよ金。金をじゃんじゃんばら撒いて情報を集めるんです。我々は公務員だからそれはできないんですよ」と弁解したという。これを伝え聞いた清水は「彼らの捜査がなぜダメなのか分かった気がした。金で何とかなると考えているのなら（A）と同レベルではないか。我々は自分の足で歩き廻り、調べ、情報提供者を大切にしてきただけだ。それは、一昔前の警察の手法と同じだ。逆に言えば、それだけ今の刑事達は変わってしまったということなのだろうか」と感想を述べている。

#### 警察への追及
2000年1月12日発売の『FOCUS』第3号において「桶川女子大生刺殺『主犯』を捕まえない埼玉県警の『無気力捜査』 事件前の対応から問題」という記事が掲載され、追及の矛先は犯人グループから新たに上尾署の捜査状況に向けられた。この記事では被害者が一連の被害申告をした際の警察の対応や、警察から被害者への告訴取り下げ要請の事実が書かれていた。犯行グループの容疑に「名誉毀損」が加えられ、新たにAが同容疑で指名手配されたのはその4日後のことであった。さらにその翌週の『FOCUS』には、Aの指名手配が遅いこと、その容疑が殺人ではなく「名誉毀損」であることをさらに批判する内容が掲載される。
『FOCUS』の記事に特に強く反応したのがテレビ朝日の報道番組『ザ・スクープ』でキャスターを務めていた鳥越俊太郎であった。鳥越は『FOCUS』各バックナンバーを読み、この事件の背景には警察組織の問題があると確信するにいたる。この前年には、神奈川県警において押収品を使用した女性脅迫、警察官による痴漢や万引き、覚醒剤使用の警察官の組織的隠蔽、逮捕容疑者への暴行といった不祥事が続々と明らかになっており、さらに当年1月28日に発覚した新潟少女監禁事件でも新潟県警の不祥事が明るみに出るなど、警察のレベル低下が盛んに報道されていた。
鳥越は被害者の父親に対し、テレビ番組で事件を特集し、警察捜査について検証したい旨を記した手紙をしたため、また代理人弁護士には参考資料として自身の著書を送付し、父親への取り次ぎを要望した。そして3通目の手紙が送られたのち、著書を読んだ弁護士が父親に面会を勧め、2月22日に両者の面会が実現した。2月28日にはAPF通信の山路徹が起草した被害者への告訴取り下げ要請の有無、被害者からの度重なる被害申告と、それを受けての上尾署の捜査の有無など10箇条からなる質問書が埼玉県警に送付された。これに対し県警は「告訴取り下げ要請の事実はない」「警察がそうした要請をすることはない」「6月13日に3人が被害者宅を訪れた事案は、弁護士から解決済みとの連絡があった。ビラ散布の名誉毀損事案については捜査を進めている最中だった」と回答。取材側がこの内容を遺族に確認すると「事実と違う」との答えであったことから「取材した内容と回答に食い違いがあるが、どのように解釈すればよいか」と県警に再度質問書が送付された。番組放送日の3月4日昼には県警から番組スタッフルームに電話が入り、さらに午後9時に行われた電話でのやりとりでは、県警刑事部長が告訴取り下げ要請について「『告訴取り下げとは言われていないが、話の中で誤解を生じさせる発言があったので、そのように受け取った』と遺族が言っている」との主張を行い、その後さらに県警からの2回目の質問回答書が到着した。ここでは「告訴取り下げ要請の事実はない」という点は先の回答と変わらなかったものの、6月13日の事案について「弁護士から解決済みとの連絡があった」との文言が削られるなどの改変があった。
放送では遺族から取材した事件の経緯や、テレビ朝日が警察へ送付した質問書と回答内容についての検証などが行われた。番組の終盤に鳥越は「被害者が捜査中に殺されたならば重大なミスだし、捜査を怠って殺されたならばこれも重大なミス。どう転んでも上尾署の責任は免れない」などと論評を加え、警察庁に内部調査の実施を進言。さらに「一生懸命訴えているときに、これは男と女の事件だという思い込みで事に当たられることがどんなに危険かということをこの事件を通じて学ばなければならない」「この事件は民事ではなく刑事事件だったということを申し上げておきたい」とし、向後の取材継続を宣言して番組を結んだ。

### 報道から議会へ
『ザ・スクープ』の特集第1弾放送から3日後の3月7日、番組を視聴した民主党議員の竹村泰子が、参議院予算委員会において、田中節夫警察庁長官と同庁刑事局長に対し事件についての質問を行った。被害者家族が最初に警察へ被害を申告した際の対応については、刑事局長は「ものを返せというやりとりの内容で、その段階ではさらに上級の捜査員とも相談して聞いたところ、物品のやりとりのことなので、市民相談というか、弁護士などのところで相談したらいかがか、という指導をしたように聞いている」、そのほかの事案については「詳細は把握していない」とした一方で「たいへん困っていて訴えてきている方に、消極的な印象を与えるような言動、対応があったということならたいへん遺憾なことと思う」と答弁した。また事件全体についての重要人物であるAを逮捕できず自殺に至らせたことについては、田中、刑事局長ともに「残念」とした。また、被害者への相談対応を行っていた署員の現況について質問が及んだ際、刑事局長は「存じていない」とした一方で「いい加減に扱ったことはないものと承知している。それなりに訴えを聞き、告訴に関しては下書きをして、注意事項を与えて告訴を受理し、連絡すべきは連絡を取り、そういう風に対処していたものと信じている」と答弁し、これに対して竹村が「想像でものを言ってもらっては困る。予告しているのに、なぜ調べてくれないのか」と問いただすと、刑事局長は「怠慢でございました」「ただいまの答えは、まことに不適切だった。急に質問を受けたためにお答えできませんでした」と答弁を直した。
同日、県警刑事部長は告訴取り下げ要請の事案について、署員による「（被害者家族が）告訴を取り下げを要請されているかのような誤解」を生む発言があったとして遺憾の意を示した。翌8日に行われた国会質問では、捜査員は従前と同じ職務に就いていることがまず報告され、さらに告訴取り下げ要請の有無が質問された。刑事局長は「県警のこれまでの報告では告訴の取り下げを求めた事実はないが、話の流れの中で、一連の過程で『公判でプライバシーが明らかになってもいいんですか』とか『告訴は被疑者が捕まってからでもいいんですよ』といったなど、告訴を下ろせという印象を与えるような発言は極めて不適切で、その理由は、さらに確認するよう、埼玉県警を指導している」と述べた。3月9日には県警刑事部長が埼玉県議会に召喚され、捜査の中で「一部に被害者の心情への配慮に欠ける不適切が言動があった」「警察が告訴の取り下げを依頼しているといった誤解を被害者に与えたとすれば、誠に不適切な発言であったと思う」と述べた。
こうした議会答弁を受け、警察記者クラブからの質問を受けた被害者の父親は「告訴を取り下げてもらえませんか」というはっきりとした要請があったと文書で改めて説明。3月10日、県警は告訴取り下げ要請の有無を含めた署員の一連の事件対応について、検証チームを組織し調査するとした。なお、3月25日に放送された『ザ・スクープ』の特集第3弾では、被害者の父親による「言った言わないがいちばんの問題ではなく、なんでうちの娘が殺されてしまったのか、助けてくださいと言っているのに、なぜ助けてくれなかったのかというところがいちばんの問題」というコメントが流されている。

### 県警の謝罪
内部調査を終えた埼玉県警は、その結果を「埼玉県桶川市に於ける女子大生殺人事件をめぐる調査報告書」（4月6日付）として発表した。そして被害者家族が訴えていた一連の対応について、大筋でその事実を認めた（#嫌がらせ行為の激化と警察の対応も参照のこと）。また「捜査活動について」という項においては、上尾署員が被害者から調書をとり作成した告訴状について「告訴」という部分を「届出」などに改竄していたことや、証拠品の取り扱いについて虚偽の報告書を作成していたことが初めて報告され「これらは虚偽公文書作成などの罪に当たる」と認めた。
同日、県警本部長が記者会見を開き、冒頭で「殺害は避けられた」として国民に向けて謝罪。また「仮に名誉毀損事件の捜査が全うされていれば、このような結果は避けられた可能性もあると考えると、痛恨の極み」と述べた。さらに本部長は同日夕刻に被害者宅を訪れ、遺族に謝罪した。被害者の遺影に合掌したのち両親と向き合った際、本部長は落涙していたという。調書改竄に関わった上尾署刑事二課長、同係長、同課員の3人は懲戒免職処分となり、ほか県警本部長以下12人に減給、戒告の処分が下された。免職者を除く主な処分は次の通り。
- 県警本部長 - 減給10%（1カ月）
- 県警刑事部長 - 減給5%（1カ月）
- 上尾署長 - 減給10%（2カ月）
- 上尾署副署長、県警監察官（元・上尾署副署長） - 戒告
- 県警刑事部主席調査官（元・上尾署刑事生活安全担当次長） - 減給10%（4カ月）
- 上尾署刑事生活安全担当次長 - 減給10%（1カ月）

県警本部長は詳細な調査を行った理由として「『ザ・スクープ』を見て、聞いている話とずいぶん違うと思った」と述べたという。一連の報道の契機を作った清水潔が本件における取材活動をまとめた著書『遺言 - 桶川ストーカー殺人事件の深層』は「週刊誌記者として警察記者クラブから疎外されながらも、警察より早く犯人像を明らかにし、警察の不祥事まで追及するなどした果敢な取材姿勢」が評価され、2001年度のJCJ（日本ジャーナリスト会議）大賞を授与された。また、鳥越俊太郎が主導した一連の報道番組は「ジャーナリズムの原点である真実の追求と権力の監視を実践し、報道の信頼性を高め、報道被害の救済でも成果をあげた」として2001年度の日本記者クラブ賞を授与されている。2002年に第1次小泉内閣から犯罪被害者の保護とマスコミ規制が盛り込まれた人権擁護法案が提出された際、被害者の父親は報道被害の当事者として被害者保護については評価したものの、公権力である警察との対峙を支援したのもまたマスコミであったという事実から「国がマスコミを規制するのは絶対におかしい」との見解を公にしている。

## 裁判

### 犯行グループに対する刑事・民事訴訟

#### 刑事訴訟
殺人罪で起訴されたB（主犯）、C（殺害実行犯）、D（運転役）、E（見張り役）のうち、Bは一貫して事件への関与を否定し、Dは殺人ではなく傷害致死であると主張した。2001年7月から2002年3月にかけて、Cには懲役18年、D、Eにはそれぞれ懲役15年の判決が下されたが、Cは判決が下ってから、それまでの34に上る供述調書の内容を全て撤回したうえで、Dと同じく殺人ではなく傷害致死であると主張し控訴した。当初、殺意があったことを認めていたCは、供述を翻した理由として、具体的にはワイドショーでコメンテーターのテリー伊藤が「これはプロの殺し屋の仕事です」と述べていたのを見て「傷害の範囲でやることが暴走してしまい、結果的には殺してしまったというふうに言ったところで、結局誰も納得してはくれないだろう」と当時は考えていたからだとした。しかし2003年3月29日、Cは「思い残すことはない」として突然控訴を取り下げ、地裁判決を確定させた。6月11日の公判では、Bが拘置者の世話をする衛生夫（川越少年刑務所の受刑者）を買収し、CとDに控訴を促す伝言をしていたことが明らかになっている。
一人事件への関与を否認したため分離公判となっていたBについては、2002年12月25日、検察の求刑通りの無期懲役の判決が下される。さいたま地裁はBがCに直接殺害の指示を出した主犯であると認定し、殺害に至る経緯についても、嫌がらせ行為（名誉毀損案件）と殺人を分離せず、嫌がらせが過激化した結果の一体的な事件であったと認定した。
Bは控訴し、一審では否認していた被害者への危害行為の共謀を認めたうえで殺意を否認し、傷害致死の適用を求めたが、2005年12月20日、東京高裁は地裁判決を支持し控訴を棄却した。Bは即日上告したが、2006年9月5日、最高裁第2小法廷は上告を棄却し、無期懲役が確定した。

#### 民事訴訟
2000年10月26日、被害者の命日に遺族がBら犯行グループ計17人に対し、1億1000万円の損害賠償を求め提訴。2001年10月26日、5人に計490万円、11月16日にはC、Eに計9900万円の支払いを命じる判決が下る。2006年3月31日には、Bと彼の両親および共犯者1人の計4人に対し、1億566万円の支払いを命じる判決が下された。判決では自殺したAと事件の関わりについて「交際を絶たれて逆恨みし、被害者の殺害を計画してもおかしくない十分な動機があった」「BがAの指示なく殺意を抱くのは想定しがたい」「AはBとの事件前の携帯電話の通話状況から殺害を話し合っていたと推認される」として「殺害にAの指示があったと考えるのが合理的」と指摘し、Aを殺人事件の首謀者と認定した。
被告たちに賠償金の支払い能力はほとんどなく、遺族も現実的な受け取りについては諦めていた状態にあったが「民事裁判で主張が認められた」という報道しか知らない近所の一部住人からは「あそこの家は娘を売り物にしている」などという声が流れてきていたという。こうした状況に、被害者の母親は「もし国家賠償請求裁判で勝ったら、税金泥棒とでも呼ばれるのだろうか」と気が重くなったと述懐している。

### 元上尾署員に対する刑事訴訟
被害者からの告訴改竄のため懲戒免職となった3人の元上尾署員は虚偽有印公文書作成・同行使の罪で起訴され、元刑事二課長と元係長に懲役1年6か月、元課員に同1年2か月、全員に執行猶予3年の判決が言い渡された。さいたま地裁は量刑事情のなかで「住民が警察を訪ねるのは警察に行けば何とかしてくれるという藁をも掴む思いがあるからである。その訴えに真摯に耳を傾け、事態に誠実迅速的確に対応してこそ警察である」と指摘した上で、まず元二課長について次のように述べた。
さらに元係長については「（二課長）とともに刑事二課捜査第一係の機能不全の原因を作っていた」などと同趣旨の指摘を行った。元課員については「犯人の早期逮捕に向けて捜査態勢を組むよう進言したり、犯人割り出しのために被疑者不詳のまま（A）方を捜索することを提案するなど、被告人ら3人の中ではもっとも誠実に取り組んでいた」としたが、元係長からの告訴状改竄の指示を安易に受け、また実行したことを「警察官の基本的職務に違背した」と指摘した。最後に地裁は署員の一連の対応について「警察に対する県民あるいは国民の信頼を大きく傷つけ、警察組織の信用を地に落としたのである。国民の協力なくしては成り立たない警察の諸活動に今後深刻な悪影響が出てくることも懸念されるといわなければならない」と指弾したが、その一方で被告人全員に謝罪と悔悟の情が見られ、大々的に報道されたことで社会的制裁も受けたとして、量刑について「酌むべき事情も認められる」とした。

### 国家賠償請求訴訟

#### 推移
2000年12月22日、遺族が埼玉県（埼玉県警）に対して国家賠償請求訴訟を起こす。同年4月にまとめられていた県警の内部調査報告書では「事件の重大性の認識を欠き、捜査を放置したことは極めて不適切」との認識が示され、これが発表された際には県警本部長も「捜査が全うされていればこのような結果は避けられた可能性もある」と述べて謝罪の意を示していたが、裁判が開始されると県警は態度を一変させ、被害者および遺族を攻撃しつつ、責任回避の姿勢をあらわにした。
裁判の争点はおもに「被害者から被害の申告または告訴があった時点で上尾署が捜査を進める状況にあったか」「上尾署の捜査怠慢と被害者の殺害に因果関係を認めるか」という2点であった。原告の被害者遺族は「警察が動かなかったことで犯人グループは増長、過激化しており、被害者に生命の危険が及ぶことは予期できた。警察が適切な手段をとっていれば殺害されるには至らなかった」と主張。これに対し県警は「県警には被害者にそうした危険が及ぶという認識がなかった。被害者および家族の危機感は誇張されたものだった」とし、また「本件を優先して捜査する義務もなく、捜査をしていたとしても事件が起きた可能性があり、県警に責任はない」と主張した。
地裁判決4日前の2003年2月22日には、事件発生後に前任者から交代した埼玉県警本部長が、警察署協議会代表者会議の席上で「（謝罪当時の報告書は）警察庁から、こんな報告書では世論がもたないぞ、非を書け、と言われて不確かなことまで書いてしまった」「原告の方もあまりお金が取れないとですね、ちゃんと多額の賠償金が取れると思って訴訟をしたのに、これでは話が違う。やはり高等裁判所に控訴しましょう、となるのではないか」などと発言し、問題となった。本部長は訓告処分を受け、被害者の両親に文書で謝罪の意を示した。県警は事件後にまとめられた調査報告書について「県警への批判の中でまとめられた」「あるべき警察の理想像を基準とし、現実的評価になっていない」として、本裁判における証拠価値を公にも否認している。

#### 判決
2月26日、判決公判が開かれ、さいたま地裁は県警の名誉毀損事案についての対応を「不誠実な対応」「期待と信頼を裏切った」と批判した上で、遺族に対し計550万円の賠償金支払いを命じた。一方で「適切に捜査をしていたとしても（殺害実行犯の）4人に接触し、犯行を断念させることができたと認める証拠はない」として捜査怠慢と被害者殺害の因果関係については否定した。被害者の両親は判決後の記者会見において「改ざんなどで裁かれた警察官がすでにいるので、捜査の違法性を認めるのは当然」とした上で「慰謝料が欲しくて裁判をしたわけではない。（被害者）の無念は晴れなかった」「こんな判決じゃあ娘に報告できない」と述べた。一方の県警は警務部長がコメントを出し「誉毀損事件の捜査の過程で、家族の心情に配慮しない、捜査に積極的でないなど多くの至らぬ点があったことを改めて謝罪し、ご家族の皆様方に対してお悔やみを申し上げます」などとした。
のち遺族と県警は双方とも控訴。遺族に対しては「市民ひとりひとりに関わる問題だ」とする田島泰彦上智大学教授らにより「支援する会」が結成され、署名活動や講演活動などが行われるようになった。高裁判決公判は2005年1月27日に開かれ、秋山寿延裁判長は一審判決を支持し、両者の控訴を棄却する判決を下した。会見において被害者の母親は「あれだけ苦しい思いをして警察に駆け込んだのに何もしなかったことを堂々と認める判決。私たちはどこへ行ったらいいんですか」と述べ、父親は「これでおしまいなのかと呆然とし、愕然とした。（被害者）の無念が全く消えない。こういう司法でいいのか。非常に残念だし、怒りが爆発するような気持ちでいます」と述べた。県警は遺族への悔やみの言葉を述べつつ、一審の捜査怠慢認定が覆らなかったことついては「怠慢とされた具体的な行為が何を指すのか、精査して判断しないとコメントしづらい」と述べた。
遺族、県警の双方とも上告したが、2006年8月30日、最高裁第二小法廷の今井功裁判長は両者の上告を棄却する決定を下し、これにより事件についての「捜査怠慢は認定、怠慢と殺害との因果関係は否定」という判断が確定した。被害者の母親は「不当な決定だと思う。警察は市民を守るためにあるはずなのに、娘を助ける機会を逃した。裁判は終わったけど、私たち夫婦はおかしいことはおかしい、と一生言い続けるつもりです。次の被害者が頑張れば、司法は変わる」と述べた。
清水潔は裁判所の判断について「殺害前の嫌がらせ行為と、殺害行為を分離している」と指摘し、自殺により被害者殺害について捜査されなかったAが、刑事裁判においては存在が考慮されていないために至った判決だと論じている。また、ストーカー問題に詳しい弁護士の長谷川京子は「判決はストーカー行為の本質を理解せず、生命侵害の危険性への評価を間違えている」「ストーカー行為は小さな暴力的言動を繰り返すことで被害者に命の恐怖を感じさせ、重大犯罪につながる危険があるから規制する」と指摘したうえで、判決は危害行為とビラ撒きなどのストーカー行為を分断して考えているため、名誉毀損として過小評価していると批判した。なお、県警が本裁判の証拠品として提出した、つきまとい・無言電話等に関する相談件数についての報告書では、1997年から2000年までの間に「本県警察が、市民から『つきまとい・無言電話』等の相談を受けた事案について、殺人事件にまで発展したという事件は、皆無である」とされていた。

### 行政処分取消訴訟(受刑者への取材)
冤罪専門雑誌『冤罪File』（No.19・21）において、受刑者らとの文通による取材をもとにBが刺殺事件の主犯ではないとする記事が掲載された（後述）。千葉刑務所長はこの記事を書いたルポライターに対して信書発信禁止処分を下したが、これを不服として行政処分取消等の訴訟が提起され、千葉地方裁判所は2017年9月8日にルポライターとBの主張を認めて処分取り消しと慰謝料の支払いを言い渡した。

## 年譜
| 年     | 月日     | できごと |
| ------ | -------- | --- |
| 1999年 | 1月      | 被害者とAが交際を始める。 |
|        | 3月30日  | 被害者がAに別れ話を切り出すも交際継続を強要される。以後、Aからの束縛・脅迫的行為が強まる。                                            |
|        | 6月14日  | 被害者がAに別離を通告。同日夜、A、Bほか1名が被害者宅に押しかけ悶着が起きる。                                                          |
|        | 6月15日  | 被害者が上尾署に相談するも相手にされず。                                                                                              |
|        | 7月13日  | 被害者宅周辺などに中傷ビラが撒かれる。同日、母親が上尾署に報告。                                                                      |
|        | 7月29日  | 被害者がAを名誉毀損容疑で告訴する書状を上尾署に提出。                                                                                 |
|        | 8月22日  | 被害者の父親の勤務先に中傷文書が送付される。23日には同本社にも送付。                                                                  |
|        | 9月7日   | 上尾署員が被害者からの告訴状を被害届として改竄。                                                                                      |
|        | 9月21日  | 上尾署員が被害者の母親に告訴取り下げを要請。                                                                                          |
|        | 10月16日 | 深夜、被害者宅周辺に大音響で音楽を流す車が2台現れる。                                                                                 |
|        | 10月26日 | JR桶川駅西口で被害者が刺殺される。 |
|        | 12月19日 | 殺害実行犯Cを殺人容疑で逮捕。 |
|        | 12月20日 | 殺害首謀者B、輸送役D、見張り役Eをそれぞれ殺人容疑で逮捕。                                                                             |
| 2000年 | 1月16日  | 名誉毀損容疑で殺害犯グループを含む12人を逮捕。Aを同容疑で指名手配。                                                                   |
|        | 1月27日  | Aが北海道屈斜路湖で水死体として発見され、自殺と断定される。                                                                           |
|        | 3月4日   | 『ザ・スクープ』が本事件の特集第1弾を放送。                                                                                           |
|        | 3月7日   | 参議院予算委員会において本事件についての初質問が行われる。                                                                            |
|        | 3月10日  | 埼玉県警が調査チームを設置。 |
|        | 4月6日   | 埼玉県警が調査報告書を発表。告訴状を改竄した上尾署員3人が懲戒免職される。埼玉県警本部長が被害者宅を訪れ遺族に謝罪。                   |
|        | 5月18日  | ストーカー行為等の規制に関する法律（ストーカー規制法）が成立。                                                                        |
|        | 9月7日   | 懲戒免職された元上尾署員3人に執行猶予付き有罪判決が下る。                                                                             |
|        | 11月24日 | ストーカー規制法施行。 |
|        | 12月22日 | 遺族が埼玉県（埼玉県警）を相手取り1億1000万円の国家賠償請求訴訟を起こす。                                                             |
| 2001年 | 7月17日  | Cに懲役18年、Eに懲役15年の実刑判決が下る。Cは控訴。                                                                                   |
| 2002年 | 3月29日  | Cが控訴を取り下げ懲役18年が確定。 |
|        | 6月27日  | Dに懲役15年の実刑判決が下る。 |
|        | 12月25日 | Bに無期懲役の判決が下る。Bは控訴。 |
| 2003年 | 2月26日  | 国家賠償請求訴訟・地裁判決。警察の怠慢を認め遺族に550万円の賠償を命じるも、怠慢と被害者殺害の因果関係を認めず。遺族・警察双方が控訴。 |
| 2005年 | 1月27日  | 国家賠償請求訴訟・高裁判決。地裁判決を支持し、双方の控訴を棄却。                                                                      |
|        | 12月20日 | Bの高裁判決。地裁判決を支持しBの控訴を棄却。Bは即日上告。                                                                             |
| 2006年 | 8月30日  | 国家賠償請求訴訟・最高裁判決。地裁判決を支持し双方の上告を棄却。事件に関わる警察の対応についての判断が確定。                          |
|        | 9月6日   | Bの最高裁判決。地裁判決を支持しBの上告を棄却。Bの無期懲役が確定。                                                                     |

## 影響
「ストーカー規制法」の創設
本件の発生をきっかけとしてストーカー対策の整備は急速に進み、2000年5月18日には国会において「ストーカー行為等の規制に関する法律」が成立、11月24日に施行された。
しかしその後も何件かのストーカー殺人事件が発生している。2012年11月には神奈川県逗子市の女性が殺害された（逗子ストーカー殺人事件）。この事件では犯人が被害者へ嫌がらせの電子メールを1000通以上送り続けていたが「ストーカー規制法」に電子メールでの連絡を禁止する規定がなく、警察が立件を見送ったことが法律の不備として問題視された。この規定がなかったのは、2000年当時に電子メールが一般に浸透していなかったためであるともされる。また、2011年12月にストーカー被害を受けていた女性の家族2名が殺害された長崎ストーカー殺人事件では、警察が規制法を適用せず緩慢な動きに終始した結果、殺害に至ったとの指摘がある。
栃木リンチ殺人事件の国賠訴訟
被害者遺族が桶川事件と同趣旨の国家賠償請求訴訟を起こし、2006年4月に地裁判決で警察の捜査怠慢と被害者殺害の因果関係が認定された栃木リンチ殺人事件は、桶川事件の遺族の姿に意を強くして訴訟に踏み切ったものだった。桶川事件被害者の母親は栃木事件の地裁判決に寄せて「ちゃんとした判決を出せる裁判長もいることを、娘に報告したい」と述べた。両遺族は互いの裁判を頻繁に傍聴しながら交流を深めており、母親は「同じような戦いをやった人間でないと分からないものがある。普通に暮らしていれば、会うこともなかったのにね」と語っている。
上尾署員の処分に関わる副次的事件
2000年10月7日、埼玉県警警視の住むマンションの玄関扉外側から出火。県警は別の脅迫容疑で逮捕されていた巡査部長を放火容疑で再逮捕した。警視は桶川事件当時の上尾署刑事生活安全担当次長で、告訴取り下げや告訴状改竄を直接、間接に指示し得る立場にあった人物である。また逮捕された巡査部長は桶川事件当時上尾署の刑事であり、さらに最初の逮捕容疑となった脅迫事件の被害者も当時の上尾署員だった。容疑者は刑事から交番勤務に左遷されていたことから、恨みによる犯行とされた。一方で容疑者は、桶川事件では最初に被害者の女子大生に応対し、相談内容の深刻さに同情して当初は熱心に話を聞いてくれていたという。容疑者は有罪判決を受け服役中に自殺した。またこの放火事件への対処に不信感を表明した別の刑事ものちに自殺している。
警察の「民事不介入」について
警察の「民事不介入」名目の怠慢が事件を引き起こしたとされ、国の警察刷新会議は2000年、この原則にとらわれないよう提言を発表した。しかしその反動で警察による行き過ぎた民事介入が顕著化していると、月刊誌『ZAITEN』2009年4月号が指摘した。

## 冤罪説
Bの公判で、実行犯Cは取り調べでの供述を翻し、当初被害者を殺害する意図はなくBからの依頼を受けていないと証言したが「著しく信用性に欠ける」として退けられている。ルポライターの片岡健は、被害者を殺害するまでの動機がBに見当たらないことや、犯行後カラオケボックスで実行犯たちと会ったときにBが「最悪の結果になった」「なんでだ」と怒り、自首を勧めていたとする証言などの状況証拠から、冤罪説を唱えている。
Cは服役後、獄中で綴った手記を電子書籍化している。この手記では、改めて「当初、被害者を殺害する意図はなかった。Bから被害者殺害の依頼も受けていない」と証言しつつ、事件に至る経緯や裁判で供述を覆すまでの経緯も詳細に綴っている。
一方、BはこのCの電子書籍について「自分が無実であることを示す新証拠」であると主張し、さいたま地裁に再審請求を行っている。

## テレビ放送
『帰らぬ遺品 - 桶川ストーカー殺人事件 再検証』（日本テレビ）
2002年6月10日に放送されたドキュメンタリー番組。被害者の遺品が警察から返却されていないという清水潔による取材内容を、日本テレビのニュースの特集枠で放送したものが反響を呼んだことから、同局の深夜ドキュメンタリー番組「NNNドキュメント」で内容を拡大して放送された。同時期に行われていたFIFAワールドカップ・日韓大会の日本対ロシア戦に放送が重なり、視聴率は記録的な低さであったが、電話や電子メールによる反響は番組始まって以来の多さであったという。放送後、被害者の遺品は順次両親に返却されていったが、その一つである携帯電話の内容は全て消滅していた。
『実録ドラマ 遺言・桶川ストーカー殺人事件』（日本テレビ）
清水潔が執筆した『遺言 - 桶川ストーカー事件の深層』を原作としたテレビドラマ。2002年10月28日に「スーパーテレビ特別版」として放送。清水の希望により極力原作に忠実に描かれ、実際のニュース映像や上尾署の会見映像なども挿入された。脚本・田子明弘、演出・五木田良一、出演・椎名桔平、内藤剛志ほか。
『ひまわり〜桶川女子大生ストーカー殺人事件〜』
2003年12月13日、テレビ朝日の土曜ワイド劇場で放送されたテレビドラマ。脚本・坂田義和、演出・吉田啓一郎、出演・渡瀬恒彦、内山理名ほか。
『ザ!世界仰天ニュース』（日本テレビ）
2012年9月26日に『桶川ストーカー事件…なぜ女子大生は殺されたのか？』を放送。2016年10月12日にも同内容で放送している。

## 関連書籍
- 清水潔 『桶川ストーカー殺人事件 - 遺言』 新潮文庫 ISBN 4101492212
- 清水潔 『遺言 - 桶川ストーカー殺人事件の深層』 新潮社 ISBN 4104405019
- 鳥越俊太郎＋取材班 『桶川女子大生ストーカー殺人事件』 メディアファクトリー ISBN 4840101590
- 鳥越俊太郎・小林ゆうこ 『虚誕 - 警察に作られた桶川ストーカー殺人事件』 岩波書店 ISBN 4000225227
- 久保田祥史・ 片岡健 『もう一つの重罪 - 桶川ストーカー殺人事件「実行犯」告白手記』 リミアンドテッド ISBN 978-4991169700